# 선실리후타개
선실리 후타개는 바둑에서 우선 실리를 얻은 다음, 상대방 세력권에서 미생마의 타개책을 도모하는 수법 또는 기풍이다.